# Apanteles pachkuriae
Apanteles pachkuriae är en stekelart som beskrevs av Bhatnagar 1948. Apanteles pachkuriae ingår i släktet Apanteles och familjen bracksteklar. Inga underarter finns listade i Catalogue of Life.